# Amit Lath
Amit Kailashchandra Lath, także: Amit Lath Kailash (ur. 3 września 1977 w Mumbaju) – indyjski przedsiębiorca, filantrop.
Lath studiował w Sasmira Institute of Technology w Bombaju, gdzie ukończył włókiennictwo, tkactwo i dziewiarstwo. W Łodzi zamieszkał w 1998, przyjeżdżając do niej, podczas poszukiwań możliwości rozwoju rodzinnej firmy założonej ok. 1935 przez swojego pradziadka. Lath po zamieszkaniu w Łodzi wykupił od syndyka i reaktywował marki Uniontex i Pamotex oraz przeniósł siedzibę firmy do Pabianic, a produkcję do Indii.
Lath jest wiceprezesem Sharda Europe i CEO Sharda Group z siedzibą w Pabianicach – firmy będącej w 2022 jedną z czołowych w Polsce w branży tekstylnej oraz jedną z ważniejszych, które odpowiadają za handel między Polską a Indiami. Ponadto jest wiceprezesem Fundacji Polska Indie Dom Biznesu, wiceprezesem Indyjsko-Polskiej Izby Gospodarczej i dyrektorem Indyjsko-Brytyjskiej Izby Handlowej ds. kontaktów z Polską, działa w zarządzie Europe–India Chamber Commerce w Brukseli oraz jest mentorem w Youth Business Poland.
W 2022 na przełomie lutego i marca, na początku inwazji Rosji na Ukrainę, współorganizował operację „Ganga”, zainicjowaną przez indyjski rząd, mającą na celu sprowadzenie indyjskich studentów z terenu Ukrainy do Indii. W ramach akcji obywatele Indii przyjeżdżali do Rzeszowa, gdzie mieli zagwarantowany nocleg, opiekę i żywność oraz darmowy transport lotniczy do Indii zagwarantowany przez Indyjskie Siły Zbrojne. Z akcji bezpłatnie korzystali również obywatele Bangladeszu, Arabii Saudyjskiej i krajów Ameryki Północnej.

## Wyróżnienia
- Pravasi Bharatiya Samman(inne języki) (2023) – najwyższe indyjskie odznaczenie państwowe dla nierezydujących w Indiach obywateli Indii. Przyznana Lathowi z rąk Draupadi Murmu w uznaniu jego wkładu w dobro społeczności i biznesu, a także za ewakuację obywateli Indii z Ukrainy przez Polskę w lutym i marcu 2022 roku oraz zwiększenie relacji biznesowych i inwestycji między gospodarkami Indii i Polski[7],
- Medal 600-lecia Łodzi (2023)[8].